# Aéroport international de Regina
L'Aéroport international de Regina au Canada, est situé à 7 km au sud ouest de Regina.

## Situation

### Carte des aéroports du Réseau National du Canada
| \| 300 km1:20 691 000 \| Calgary Charlottetown Edmonton Fredericton Gander Moncton Halifax Iqaluit Kelowna London Montréal–Mirabel Montréal–Trudeau Ottawa Prince George Québec Regina Saint-Jean Saskatoon Saint-Jean de T.-N. Thunder Bay Toronto Pearson Vancouver Victoria Whitehorse Winnipeg Yellowknife |
| 300 km1:20 691 000 |

## Statistiques
Le graphique qui aurait dû être présenté ici ne peut pas être affiché car il utilise l'ancienne extension Graph, désactivée pour des questions de sécurité. Des indications pour créer un nouveau graphique avec la nouvelle extension Chart sont disponibles ici.

Voir la requête brute et les sources sur Wikidata.

## Compagnies et destinations
| Compagnies         | Destinations |
| ------------------ | --- |
| Air Canada         | Toronto (Pearson) |
| Air Canada Express | Vancouver En saison : Montréal (P.-E.-Trudeau), Saskatoon |
| Air Canada Rouge   | En saison: Toronto (Pearson) |
| United Express     | Denver |
| WestJet            | Calgary, Toronto (Pearson), Vancouver En saison : Cancún, Halifax (Stanfield), Las Vegas-Harry-Reid, Orlando, Mazatlán (débute le 19 décembre 2025), Phoenix-Sky Harbor, Puerto Vallarta, Punta Cana (débute le 10 décembre 2025) |
| WestJet Encore     | Calgary, Edmonton, Minneapolis-Saint-Paul, Winnipeg (J. A. Richardson) En saison : Kelowna |

Édité le 06/04/2025